# Noyers-sur-Jabron
Noyers-sur-Jabron – miejscowość i gmina we Francji, w regionie Prowansja-Alpy-Lazurowe Wybrzeże, w departamencie Alpy Górnej Prowansji.

## Demografia
Według danych na rok 1990 gminę zamieszkiwało 291 osób, a gęstość zaludnienia wynosiła 5 osób/km². W styczniu 2015 r. Noyers-sur-Jabron zamieszkiwało 491 osób, przy gęstości zaludnienia wynoszącej 8,4 osób/km².